# Raphael Wicky
Raphael Wicky (* 26. April 1977 in Leuggern, französische Schreibweise auch Raphaël Wicky) ist ein ehemaliger Schweizer Fussballspieler und heutiger Trainer.
Als Aktiver war er im defensiven Mittelfeld beheimatet, aber auch in der Abwehr und im linken Mittelfeld einsetzbar.

## Karriere

### Als Spieler
Im Alter von 16 Jahren gab Wicky im Trikot des Walliser Traditionsclubs FC Sion sein Debüt in der Schweizer Nationalliga A. Ein Jahr später erhielt er seine erste Einladung zur Nationalmannschaft. Bei der EM 1996 hatte er als jüngster Turnierteilnehmer einen Einsatz, als er zur zweiten Halbzeit des letzten Gruppenspiels gegen Schottland eingewechselt wurde. 1997 unterzeichnete er einen Kontrakt beim deutschen Verein Werder Bremen. Dort stand er bis zum Jahresende 2000 unter Vertrag, bevor er zu Atlético Madrid in die spanische Segunda División wechselte. Im Dezember 2001 kehrte in die deutsche Bundesliga zurück und spielte 5½ Jahre lang für den Hamburger SV.
Im Sommer 2007 wechselte er zu seinem Stammverein FC Sion, im Januar 2008 unterschrieb er bei CD Chivas USA in den Vereinigten Staaten.
Anfang 2009 trat Wicky vom Profifussball zurück.

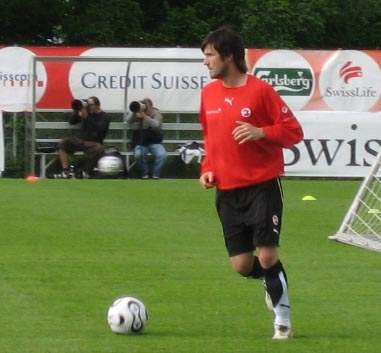
Raphael Wicky bei der Schweizer Nationalmannschaft (2006)

### Als Trainer
Von 2013 bis zum Sommer 2016 war Wicky Trainer der U18-Mannschaft des FC Basel, seit 1. Juli 2016 Trainer der U21. Am 21. April 2017 wurde bekannt gegeben, dass er ab der Saison 2017/18 Cheftrainer der ersten Mannschaft des FC Basel werde, nachdem er im Herbst 2016 das für diese Aufgabe notwendige UEFA-Trainerdiplom erworben hatte. Nach einem schwachen Saisonstart 2018/19 wurde er am 26. Juli 2018 entlassen.
Am 8. März 2019 ernannte der US-amerikanische Fussballverband Wicky zum Nationaltrainer der U17. Bei der WM 2019 schied die Mannschaft unter ihm bereits in der Gruppenphase aus.
Zur Saison 2020 erhielt der Schweizer eine Anstellung als Cheftrainer des MLS-Franchises Chicago Fire. Er trat sein Amt am 27. Dezember 2019 an. Im September 2021 gab der Verein nach knapp zwei Jahren die Trennung von Wicky bekannt.
Zur Saison 2022/23 hin übernahm Wicky das Traineramt beim BSC Young Boys und wurde mit diesem 2023 Schweizer Meister und Cupsieger gegen Lugano. Am 4. März 2024 wurde Wicky nach drei Niederlagen in Folge per sofort freigestellt.

## Titel

### Als Spieler
International
- UI-Cup-Sieger: 2005, 2007 (beide Hamburger SV)

Schweiz
- Meister: 1997 (FC Sion)
- Cupsieger: 1995, 1996, 1997 (alle FC Sion)

Deutschland
- Pokalsieger: 1999 (Werder Bremen)
- Ligapokalsieger: 2003 (Hamburger SV)

Individuell
- Schweizer Fussballer des Jahres: 1998

### Als Trainer
- Schweizer Meister: 2023 (BSC Young Boys)
- Schweizer Cupsieger: 2023 (BSC Young Boys)

## Sonstiges
Bevor er im Sommer 2017 Trainer der ersten Mannschaft des FC Basel wurde, war Raphael Wicky regelmässig im Schweizer Fernsehen zu sehen. Zusammen mit Marco Streller und Alain Sutter bildete er das Expertenteam für Fussballübertragungen der UEFA Champions League, Weltmeisterschaften und Europameisterschaften.